# ВПС (футбольний клуб, Софія)
ВПС, Військово-повітряні сили (болг. ВВС, Военно-Въздушни Сили) — болгарська футбольна команда з Софії. У Групі А, вищому дивізіоні країни, провела два сезони — 1953 та 1955 років.

## Історія
Клуб був заснований у 1949 році. У 1951 році він увійшов до Групи Б, а наступного року, посівши перше в софійській групі Б, отримав кваліфікацію до Групи А, вищого дивізіону країни.
У дебютному для себе сезоні він посів 14-е місце і не зміг залишитися в еліті, але у кубку країни дійшов до чвертьфіналу.
Наступного року під керівництвом тренера Лозана Коцева він знову став чемпіоном софійської Групи Б та повернувся до Групи А. Цього разу результати виявились набагато кращими і команда посіла 8-е місце. Тим не менш по завершення сезону команда була виключена через реорганізацію і перед наступним сезоном 1956 року була об'єднана з ЦДНА, діючим чемпіоном країни.
В подальшому команда ВПС брала участь лише в чемпіонаті армії.

## Відомі футболісти
- Йончо Арсов
- Стефан Геренський
- Димитар Минчев
- Панко Георгієв
- Іван Колев
- Дойчо Бачев
- Димитар Йорданов